# Поцаљо ед Унити
Поцаљо ед Унити (итал. Pozzaglio ed Uniti) је насеље у Италији у округу Кремона, региону Ломбардија.
Према процени из 2011. у насељу је живело 1202 становника. Насеље се налази на надморској висини од 49 м.

## Становништво
Према резултатима пописа становништва 2011. у општини је живело 1.471 становника.
| 1931. | 1936. | 1951. | 1961. | 1971. | 1981. | 1991. | 2001. | 2011. |
| ----- | ----- | ----- | ----- | ----- | ----- | ----- | ----- | ----- |
| 2.731 | 2.676 | 2.734 | 2.008 | 1.381 | 1.172 | 1.160 | 1.202 | 1.471 |